# Черныш, Иван Святославович
Черныш Иван Святославович (1 декабря 1951, Глиновцы, Житомирская область — 20 июня 2020, Киев) — заслуженный художник Украины, член Национального Союза художников Украины, член президиума Украинского Фонда Культуры, доцент Национально-Авиационного Университета, доцент Национального технического университета Украины, Участник многих национальных и 35 персональных выставок. Работы находятся в музеях Украины и за границей.
Родился в селе Глиновцы Андрущивского района Житомирской области. Окончив Одесское художественное училище и национальную академию искусства и архитектуры. Похоронен на Байковом кладбище.

## Художественная деятельность
Портретист, пейзажист, мастер жанровой картины, мастер монументальной и станковой живописи. Использовал технику: роспись, витраж, мозаика, скульптурный барельеф, сграффито. В портретной галерее художника воплощены образы :Т. Шевченко, О. Малышко, В.Симоненко, Н.Лукива, Б. Олейника, В.Сингаевского, киноактера Б. Брондукова., «О.Бальзак венчается с Е.Ганской» . Пейзажи: «Ночной раздел», «У золотых ворот», «Перед грозой», «В родных краях», «Детство», «Размышления художника», «За селом», «Мальвы», «На Полтавщине», «Осень», «На окраине», «Подсолнечники». «Воспоминания», «Светлая ночь», «Золотая осень», «Мама».

## Педагогическая деятельность
- руководитель кружка и студии образцового искусства
- директор детской художественной школы № 1 г. Киева
- директор-основатель детской картинной галереи г. Киева
- преподаватель живописи и рисунка Киевского художественно-промышленного техникума
- доцент Национального Авиационного Университета
- доцент Национального Политехнического университета Украины

## Награды
- орден «За заслуги» 3 степени (Почетное отличие Президента Украины)
- грамота Верховной Рады Украины «За заслуги перед украинским народом»
- лауреат международной литературно-художественной премии им. Григория Сковороди
- лауреат международной литературно-художественной премии им. Владимира Винниченко
- лауреат международной литературно-художественной премии им. Николая Сингаевского
- лауреат международной литературно-художественной премии им. Нечуя-Левицкого

## Общественная деятельность
- член Всеукраинского художественного совета Украинского Фонда Культуры
- член попечительского совета программы «Новые имена Украины»